# Lista över kyrkor uppkallade efter Maria, Jesu mor
Jungfru Maria är en av kristendomens viktigaste förgrundsgestalter, och har därmed fått ge namn åt åtskilliga kyrkor i olika städer världen över. Här listas många, men listan är långt ifrån komplett.

## Belarus

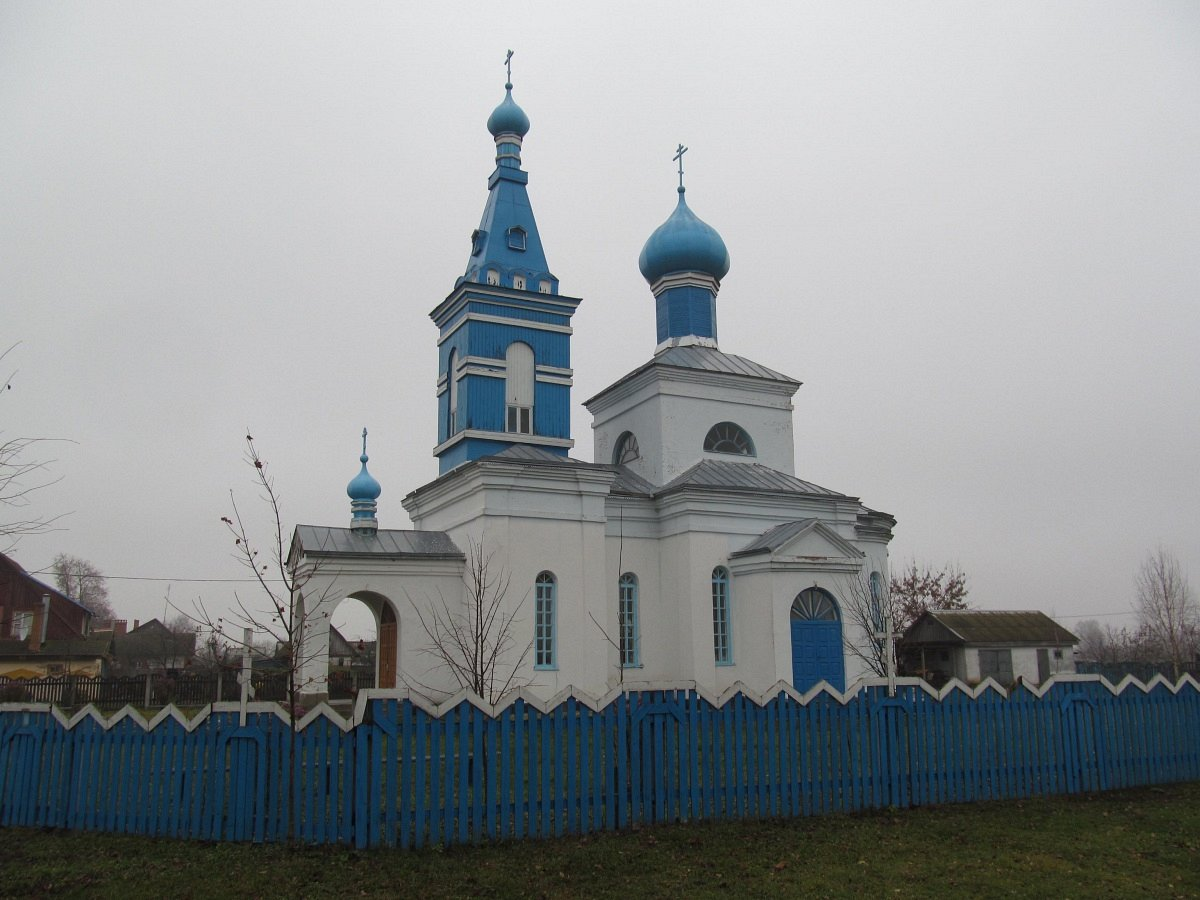
Heliga förbönskyrkan i Bolotnja.

- Den saliga Jungfrun Marias tempelgångs kyrka
- Heliga förbönskyrkan i Bohina
- Heliga förbönskyrkan i Bolshiјe Lozytsyj
- Heliga förbönskyrkan i Bolotnja
- Heliga förbönskyrkan i Haboviči
- Heliga förbönskyrkan i Hančary
- Heliga förbönskyrkan i Michnievičy
- Heliga förbönskyrkan i Myto
- Heliga förbönskyrkan i Zbljany
- Heliga Jungfruns förböns kyrka i Dvorets

## Belgien
- Notre-Dame-katedralen i Tournai

## Bulgarien
- Guds moders avsomnandes kyrka i Artjar
- Guds moders avsomnandes kyrka i Dobrinisjte
- Guds moders avsomnandes kyrka i Novo selo
- Guds moders avsomnandes kyrka i Slanotrăn
- Heliga Bebådelsens kapell i Sovoljano
- Jungfru Marias bebådelses kyrka i Provadija
- Jungfru Marias bebådelses kyrka i Razlog
- Jungfru Mariаs födelses kyrka i Simitli
- Jungfru Mariаs födelses kyrka i Dunavtsi

## Danmark

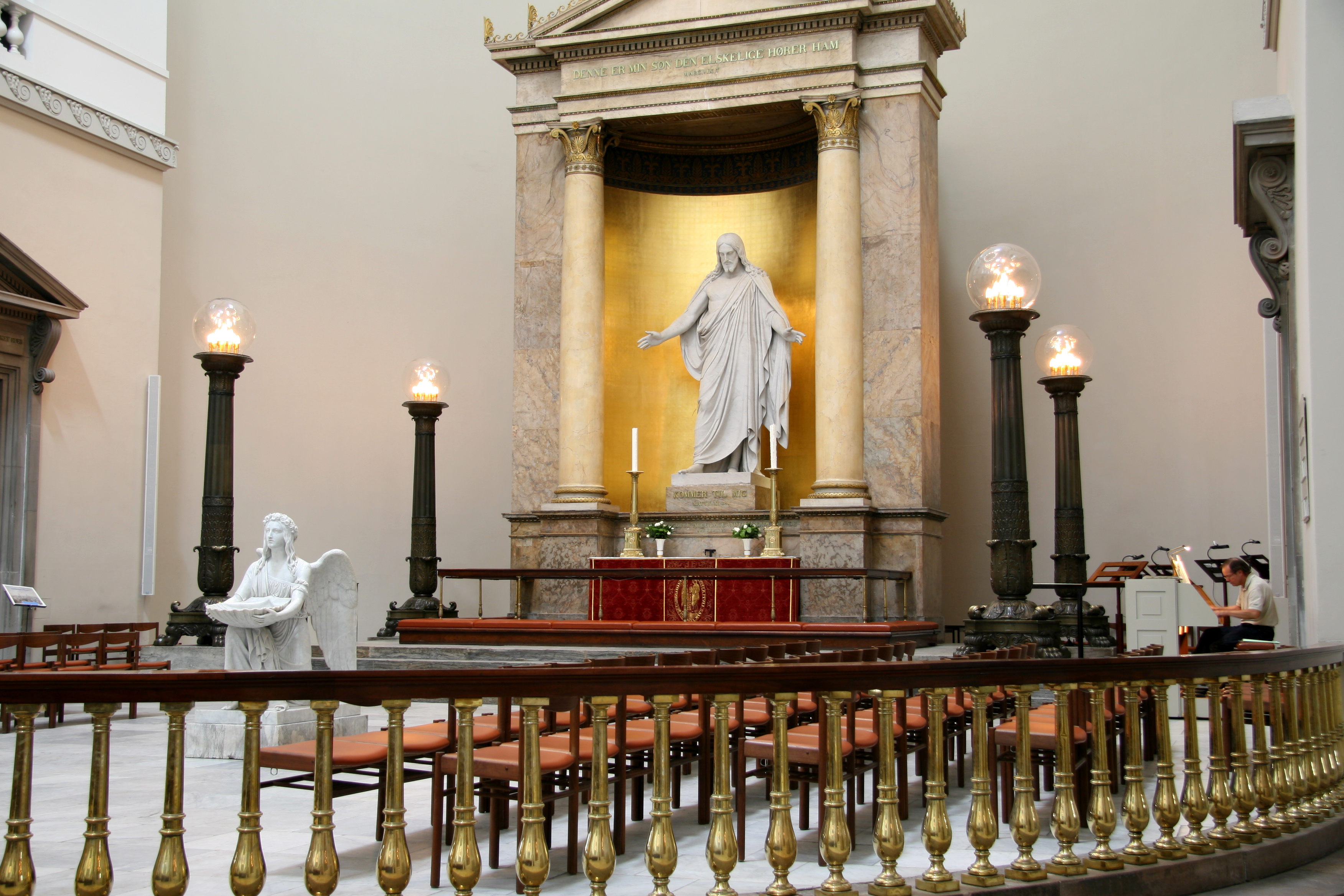
Bertel Thorvaldsens välkända kristusstaty i Köpenhamns domkyrka

Vor Frue Kirke är namnet på flera kyrkor i Danmark. Vor Frue Kirke och Vor Frue (svenska: "vår fru", "vårfru" "Vårfrukyrka" etc.) syftar på jungfru Maria.
Efter reformationen i Danmark ändrades ofta äldre helgonnamn på många kyrkor till Vor Frue Kirke, eftersom jungfru Maria enligt vissa lutherska skolor var det enda accepterade helgonet.
- Gammel Vor Frue Kirke i Roskilde
- Ny Vor Frue Kirke i Vor Frue utanför Roskilde
- Sankt Mariæ Kirke i Vor Frue Kloster i Helsingör
- Vor Frue Kirke, Haderslev (Haderslevs domkyrka))
- Vor Frue Kirke, Köpenhamn (Köpenhamns domkyrka)
- Vor Frue Kirke, Kalundborg
- Vor Frue Kirke, Odense
- Vor Frue Kirke, Ribe
- Vor Frue Kirke, Viborg (Viborgs domkyrka)
- Vor Frue Kirke, Ålborg
- Vor Frue Kirke, Århus

## Elfenbenskusten
- Notre-Dame de la Paix

## Etiopien
- Re-ese Adbarat Kidiste Kidusan Dingel Maryam Ts’iyon

## Finland
- Mariakyrkan, Fredrikshamn
- St:a Maria kyrka i Hollola
- Mariakyrkan, Sastamala
- St:a Maria kyrka i Pojo
- Mariakyrkan i Saltvik, Åland
- Korsholms kyrkoruin, S:ta Maria kyrka
- Sankta Maria kyrka, Pojo

## Frankrike

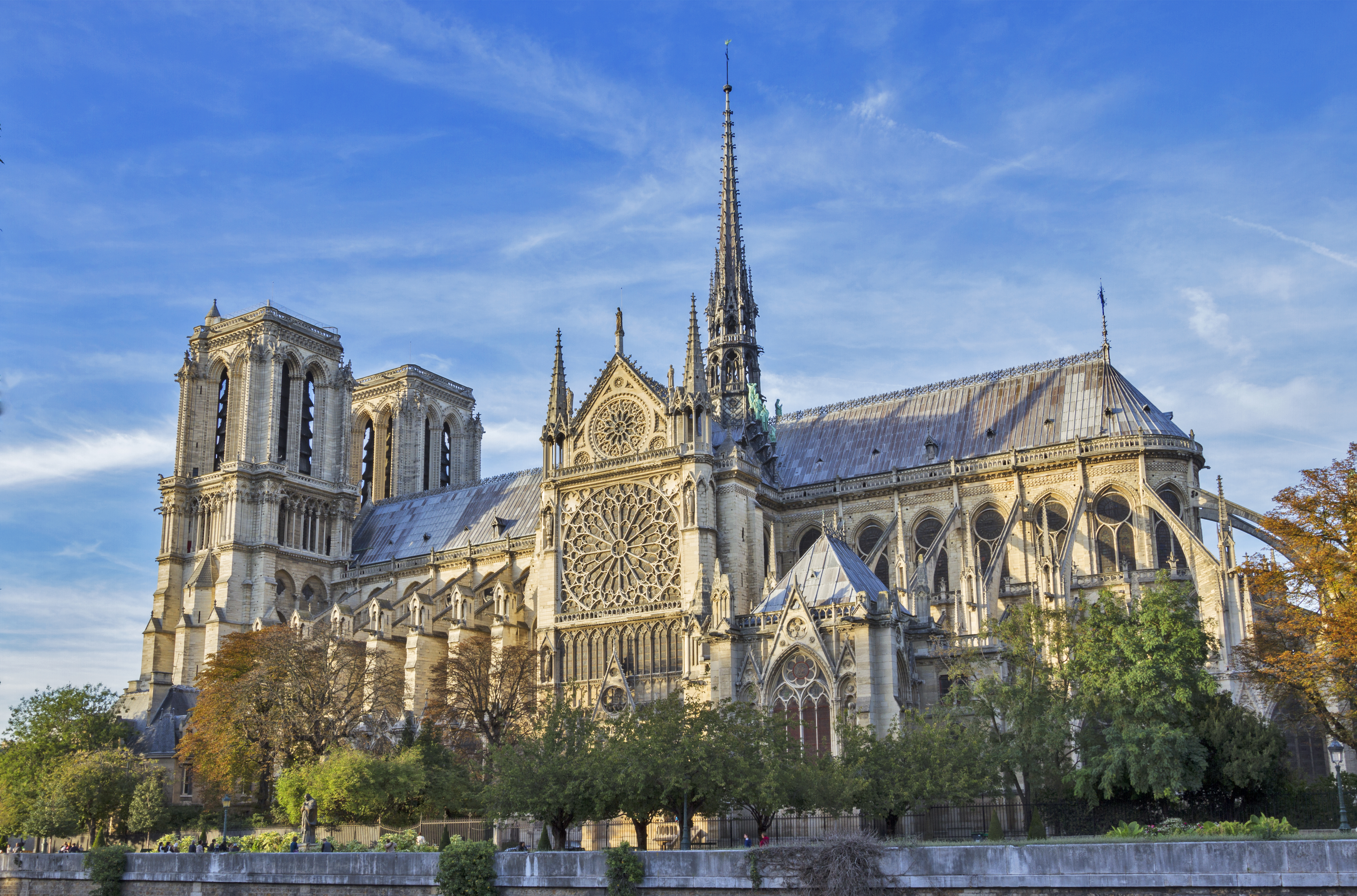
Notre-Dame i Paris.

Franskans Notre Dame betyder "vår fru" och återfinns som namn på flera kyrkor tillägnade Jungfru Maria.
- Notre-Dame de Paris
- Notre-Dame de Strasbourg
- Notre Dame du Haut
- Notre-Dame de Laon
- Notre-Dame-de-l'Assomption de Clermont
- Notre-Dame de La Charité
- Notre-Dame de la Garde
- Notre-Dame de Chartres
- Notre-Dame de Reims
- Notre-Dame d'Amiens

## Färöarna
- Katolska kyrkan på Färöarna, på danska St. Mariekirken, på färöiska Mariukirkjan

## Gambia
- Anglikanska katedralen i Banjul, även benämnd Sankta Marias katedral
- Romersk-katolska katedralen i Banjul, även benämnd Marie himmelsfärds-katedralen

## Georgien
- Bebådelsekatedralen i Suchumi

## Indien

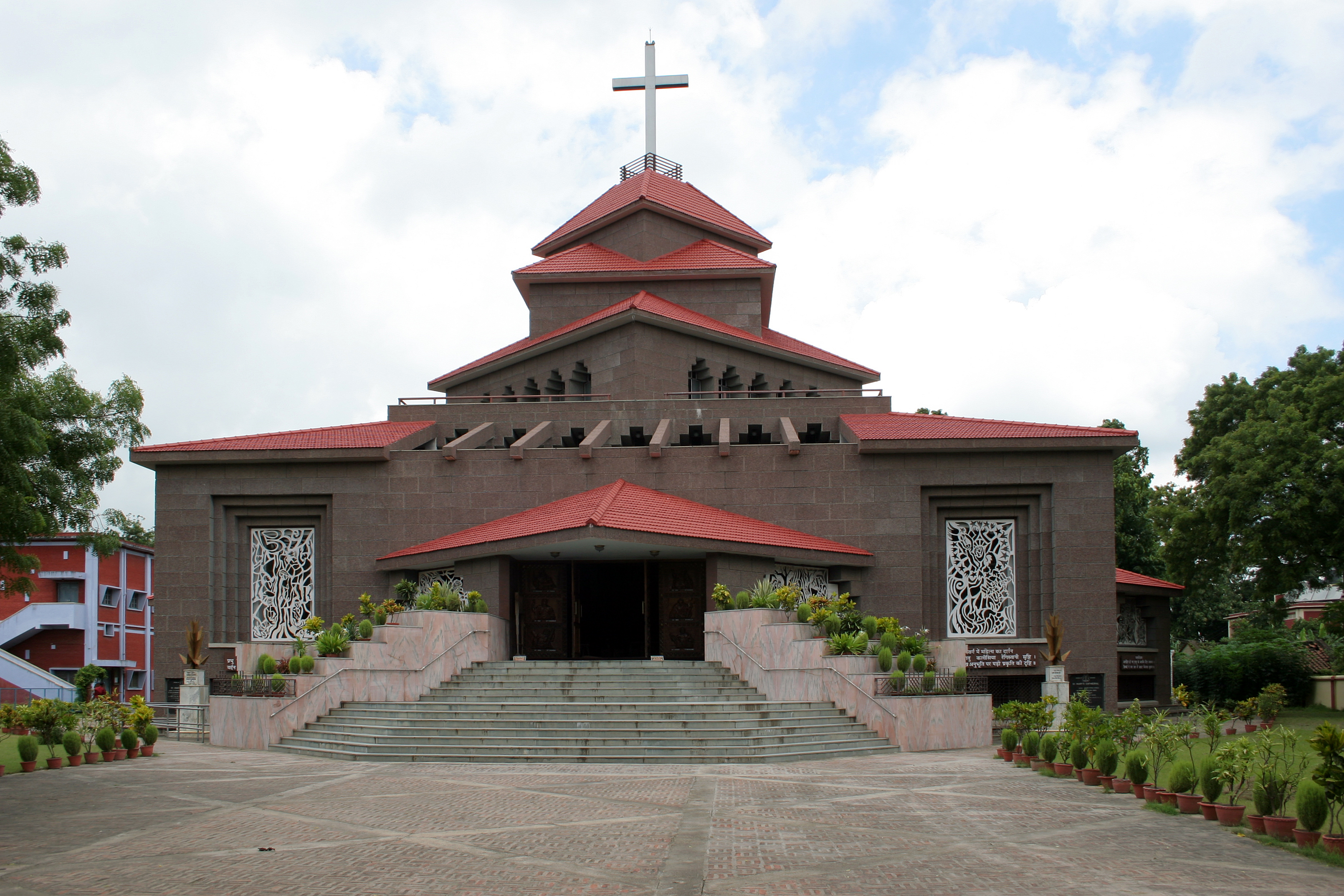
S:t Mary's Cathedral i Varanasi

### Romersk-katolska kyrkan (latinsk rit)

#### Bangalore ärkestift
- Immaculate Heart of Mary Church i Kolar
- Mother of Perpetual Help Church[1] i Bangalore
- Saint Mary's Basilica i Bangalore
- Saint Mary’s Church i Bangalore
- Our Lady of Compassion Church i Mulbagal
- Our Lady of Fatima Church[2] i Bangalore
- Our Lady of Fatima Church[2] i Hoskote
- Our Lady of Lourdes Church[3] på Cambridge Road i Bangalore
- Our Lady of Lourdes Church[3] i Lourdunagara i Bangalore
- Our Lady of Lourdes Church[3] i Bangaloreförorten Whitefield
- Our Lady of Lourdes Church[3] i Ramanagara
- Our Lady of Lourdes Church[3] i Tumakuru
- Our Lady of Mount Carmel Church[4] i Mariapura
- Our Lady of Sacred Heart Church i Bangalore
- Our Lady of Vailankanni Church[5] i Bangalore
- Our Lady of Victories Church i Champion Reefs

#### Baruipurs stift
- Church of Blessed Virgin Mary i Panchamkhanda
- Church of our Lady of Fatima[2] i Gosaba
- Church of our Lady of Lourdes[3] i Kumrokhali
- Church of the Blessed Virgin Mary i Baidyapur
- Church of the Immaculate Heart of Mary i Baruipur
- Immaculate Heart of Mary i Ranigarh
- Saint Mary’s Basilica i Bangalore

#### Bathery stift
- St Mary's church i Addahole
- St Mary's church i Ambukuthy
- St Mary's church i Baderi
- St Mary's church i Bhadravathi
- St Mary's church i Cheengeri
- St Mary's church i Cheeral
- St Mary's church i Chelivayal
- St Mary's church i Cheroor
- St Mary's church i Chethalayam
- St Mary's church i Chettappalam
- St Mary's church i Chippilithode
- St Mary's church i Chungathara
- St Mary's church i Devershola
- St Mary's church i Doodally
- St Mary's church i Ellumannam
- St Mary's church i Erumamunda
- St Mary's church i Kallichal
- St Mary's church i Kalloor
- St Mary's church i Kariambady
- St Mary's church i Karmai
- St Mary's church i Kayyunni
- St Mary's church i Kemmara
- St Mary's church i Koilery
- St Mary's church i Kolavally
- St Mary's church i Korome
- St Mary's church i Kottayad
- St Mary's church i Kozhikode
- St Mary's church i Lakkidy
- St Mary's church i Malankara
- St Mary's church i Mamamkara
- St Mary's church i Manalvayal
- St Mary's church i Mandatt
- St Mary's church i Meenangady
- St Mary's church i Moothedam
- St Mary's church i Mullenkolly
- St Mary's church i Muthukad
- St Mary's church i Mysuru
- St Mary's church i Noojibalthila
- St Mary's church i Pakkom
- St Mary's church i Palankara
- St Mary's church i Peria
- St Mary's church i Puliamkulam
- St Mary's church i Sasimala
- St Mary's church i Shivamogga
- St Mary's church i Thariyode
- St Mary's church i Thirumeni
- St Mary's church i Thottamoola
- St Mary's church i Thusharagiri
- St Mary's church i Vakery
- St Mary's church i Valathode
- St Mary's church i Valluvady
- St Mary's church i Venmony
- St Mary's church i Vimalagiri

#### Belthangady stift
- St Mary's church i Guthigar
- St Mary's church i Kutrupady
- St Mary's church i Mudur
- St Mary's church i Mundaje
- St Mary's church i Nettana
- St Mary's church i Sidhapura

#### Bombay ärkestift
- Our Lady of Bethlehem Church i Bombay
- Our Lady of Dolours Church[6] i Bombaystadsdelen Marine Lines
- Our Lady of Dolours Church[6] i Bombaystadsdelen Wadala
- Our Lady of Egypt[7] i Bombay
- Our Lady of Fatima church[2] i Ambarnath
- Our Lady of Fatima church[2] i Bombayförorten Majiwada
- Our Lady of Fatima church[2] i Bombayförorten Sewri
- Our Lady of Fatima church[2] i Bombayförorten Vidyavihar
- Our Lady of Glory church i Bombay
- Our Lady of Good Counsel church i Bombay
- Our Lady of Health church[5] i Bombay
- Our Lady of Health church[5] i Bombayförorten Andheri
- Our Lady of Health church[5] i området Versova i Bombayförorten Andheri
- Our Lady of Immaculate Conception church[8] i Bombay
- Our Lady of Lourdes church[3] i Bombayförorten Malad
- Our Lady of Lourdes church[3] i Bombayförorten Sion
- Our Lady of Lourdes church[3] på Murbad Road i Kalyan-Dombivali
- Our Lady of Lourdes church[3] i Katemanavli i östra Kalyan-Dombivali
- Our Lady of Lourdes church[3] i Uttan
- Our Lady of Mercy Church i Bombay
- Our Lady of Mount Carmel church[4] i Bombay
- Our Lady of Mount Carmel church[4] i Korlai
- Our Lady of Nazareth Church i Bhayandar
- Our Lady of Perpetual Succour Church[1] i Bombayförorten Chembur
- Our Lady of Perpetual Succour Church[1] i Bombayförorten Manori
- Our Lady of Purification Church i Uran
- Our Lady of Remedy Church i Bombay
- Our Lady of Salvation church i Bombay
- Our Lady of the Assumption Church i Bombayförorten Mulund
- Our Lady of the Forsaken church i Bombay
- Our Lady of the Forsaken church i Navi Mumbai
- Our Lady of the Rosary Church i Bombayförorten Goregaon
- Our Lady of the Rosary Church på Mazagaon, en av Bombays öar
- Our Lady of the Sea Church i Bombay
- Our Lady of the Sea Church i Uttan
- Our Lady of the Visitation Church i Navi Mumbai
- Our Lady of Velankanni church[5] i Bombay
- Our Lady of Victories church i Bombay

#### Calicuts stift
- Immaculate Heart of Mary Church i Pambra
- Lourdes Church[3] i Perinthalmanna
- Lady Immaculate Church[8] i Ottapalam
- Mother of God Cathedral i Calicut
- Our Lady of Health Chapel[5] i Kottakkal
- Our Lady of Perpetual Succour Church[1] i Andoor
- Saint Mary's Church i Koyilandi

#### Cochins stift
- Our Lady of Assumption Church i Poomkavu
- Our Lady of Fatima Church[2] i Cherthala
- Our Lady of Hope Church i Cochin
- Our Lady of Life Church i Mattanchery
- Our Lady of Purification Church i Cherthala
- Our Lady of Ransom Church i Cherthala
- Saint Mary's Church i Cochin

#### Coimbatore stift
- Church of Our Lady of Lourdes[3] i Lourdupuram

#### Darjeelings stift
- Immaculate Heart of Mary Church i Takdah
- Mary, Mother of God Church i Kalimpong
- Our Lady of Lourdes Church[3] i Tendrabong
- Saint Mary's Church i Gairigaon
- Saint Mary's Church i Geysing
- Saint Mary's Church i Kankebong
- Saint Mary's Church i Rongli

#### Delhi ärkestift
- Church of Our Lady of Graces i New Delhi
- Church of Our Lady of Lourdes[3] i New Delhi
- Church of Our Lady of Health[5] i New Delhi
- Mary Queen of Apostles Church i New Delhi
- Saint Mary's Church i Delhi

#### Goa och Damans ärkestift
- Church of Our Lady Help of Christians i Canacona
- Church of Our Lady of Bethlehem i Bambolim
- Church of Our Lady of Bethlehem i Chandor
- Church of Our Lady of Candelaria[9] i Baina
- Church of Our Lady of Candelaria[9] i Loutulim
- Church of Our Lady of Grace i Bicholim
- Church of Our Lady of Grace i Chorão
- Church of Our Lady of Guadalupe[10] i Batim
- Church of Our Lady of Hope i Candolim
- Church of Our Lady of Hope i Chinchinim
- Church of Our Lady of Lourdes[3] i Ambaulim
- Church of Our Lady of Mercês i Mercês
- Church of Our Lady of Miracles i Badem
- Church of Our Lady of Mount Carmel[4] i Arambol
- Church of Our Lady of Piety i Colem
- Church of Our Lady of Remedios[11] i Betalbatim
- Church of Our Lady of Succour[1] i Carmona
- Church of Our Lady of the Rock of France i Brittona
- Church of Our Lady Queen of Martyrs i Assolna

### Malabariska kyrkan
- Mother of Sorrows Church[6] i Hebbagodi
- Saint Mary's Church i Bommanahalli

#### Changanassery ärkestift
- Our Lady of Assumption Church i Eravinalloor
- Our Lady of Dolours Church[6] i Kainady
- Our Lady of Dolours Church[6] i Kelamangalam
- Saint Mary's Church i Ambalappuzha
- Saint Mary's Church i Aryankavu
- Saint Mary's Church i Dalmukham
- Saint Mary's Church i Eravuchira
- Saint Mary's Church i Kadenickad
- Saint Mary's Church i Kainakary
- Saint Mary's Church i Koothrapally
- Saint Mary's Church i Kumaramkary
- Saint Mary's Church i Manalady
- Saint Mary's Church i Mannamcherry
- Saint Mary's Church i Marygiri
- Saint Mary's Church i Mundupalam
- Saint Mary's Church i Narikkallu
- Saint Mary's Church i Nedumon
- Saint Mary's Church i Nirmalapuram
- Saint Mary's Church i Palode
- Saint Mary's Church i Parel
- Saint Mary's Church i Pulickakavala
- Saint Mary's Church i Punnamada
- Saint Mary's Church i Thekkupara
- Saint Mary's Church i Thuruthy
- Saint Mary's Church i Vadakkekara
- Saint Mary's Church i Vaipur
- Saint Mary's Church i Vettimukal
- Saint Mary's Forane Church i Athirampuzha
- Saint Mary's Forane Church i Champakulam
- Saint Mary's Forane Church i Kudamaloor
- Saint Mary's Forane Church i Pulinkunnu

#### Ernakulam-Angamaly ärkestift
- Mary Church i Kattikkunnu
- Mary Church i Thaikkattu
- Mary Church i Thottoor
- Mary Immaculate Church i Chethicode
- Mary Immaculate Church i Kaitharam
- Mary Immaculate Church i Mevelloor
- Mary Immaculate Church i Orslam
- Mary Immaculate Church i Perumbavoor
- Mary Immaculate Church i Vimalagiri
- Mary Queen Church Thoppil
- Mother of Perpetual Succour Church[1] i Chathamma
- Our Lady Church i Ayathupady
- Our Lady of Dolours Church[6] i Kaippattoor
- Our Lady of Dolours Church[6] i Kumbalam
- Our Lady of Dolours Church[6] i Pattanam
- Our Lady of Fatima Church[2] i Anappara
- Our Lady of Fatima Church[2] i Koratty
- Our Lady of Lourdes Church[3] i Perumanoor
- Our Lady of Perpetual Succour Church[1] i Olanad
- Our Lady of Velankanni Church[5] i Matha Nagar
- Queen Mary Church i Kolenchery
- Saint Mary Cathedral Basilica i Elamkulam
- Saint Mary's Assumption Church i Ezhikkara
- Saint Mary's Church i Alangad
- Saint Mary's Church i Ayyampuzha
- Saint Mary's Church i Carmelgiri
- Saint Mary's Church i Chandiroor
- Saint Mary's Church i Chowara
- Saint Mary's Church i Edanad
- Saint Mary's Church i Edayazham
- Saint Mary's Church i Elavoor
- Saint Mary's Church i Kanjoor
- Saint Mary's Church i Kathikudom
- Saint Mary's Church i Koratty
- Saint Mary's Church i Kottaparambu
- Saint Mary's Church i Kudavechoor
- Saint Mary's Church vid Leprosy Hospital i Koratty
- Saint Mary's Church i Mallussery
- Saint Mary's Church i Mariapuram
- Saint Mary's Church i Mariathrikkai
- Saint Mary's Church i Mattoor Town
- Saint Mary's Church i Mekkad
- Saint Mary's Church i Meloor
- Saint Mary's Church i Mookkannoor
- Saint Mary's Church i Moozhikulam
- Saint Mary's Church i Muttam
- Saint Mary's Church i NAD Puram
- Saint Mary's Church i Narakkal
- Saint Mary's Church i Neduvannoor
- Saint Mary's Church i Ottappunna
- Saint Mary's Church i Palappilly
- Saint Mary's Church i Pallamthuruth
- Saint Mary's Church i Pallippuram
- Saint Mary's Church i Palluruthy
- Saint Mary's Church i Peechanikkad
- Saint Mary's Church i Srampickal
- Saint Mary's Church i Thripunithura
- Saint Mary's Church i Thundathumkadavu
- Saint Mary's Church i Vaikom
- Saint Mary's Church i Vallakom
- Saint Mary's Church i Vechoor
- Saint Mary's Church i Vilangu

### Den unierade syro-malankariska kyrkan
- Saint Mary's Church i Bombay
- Saint Mary's Malankara Catholic Church i Haryana
- Saint Mary's Malankara Catholic Church i New Delhi
- Saint Mary’s Malankara Church i Hennur

## Italien
- Bressanone domkyrka, även Duomo di Santa Maria Assunta
- Duomo di Milano, även Duomo Santa Maria Nascente
- Santa Maria degli Angeli i Assisi
- Santa Maria della Salute i Venedig
- Santa Maria delle Carceri i Assisi
- Santa Maria delle Carceri i Prato
- Santa Maria del Fiore i Florens
- Basilica di Santa Maria Gloriosa dei Frari i Venedig
- Santa Maria Maggiore i Trieste
- Santa Maria Novella i Florens

### Rom

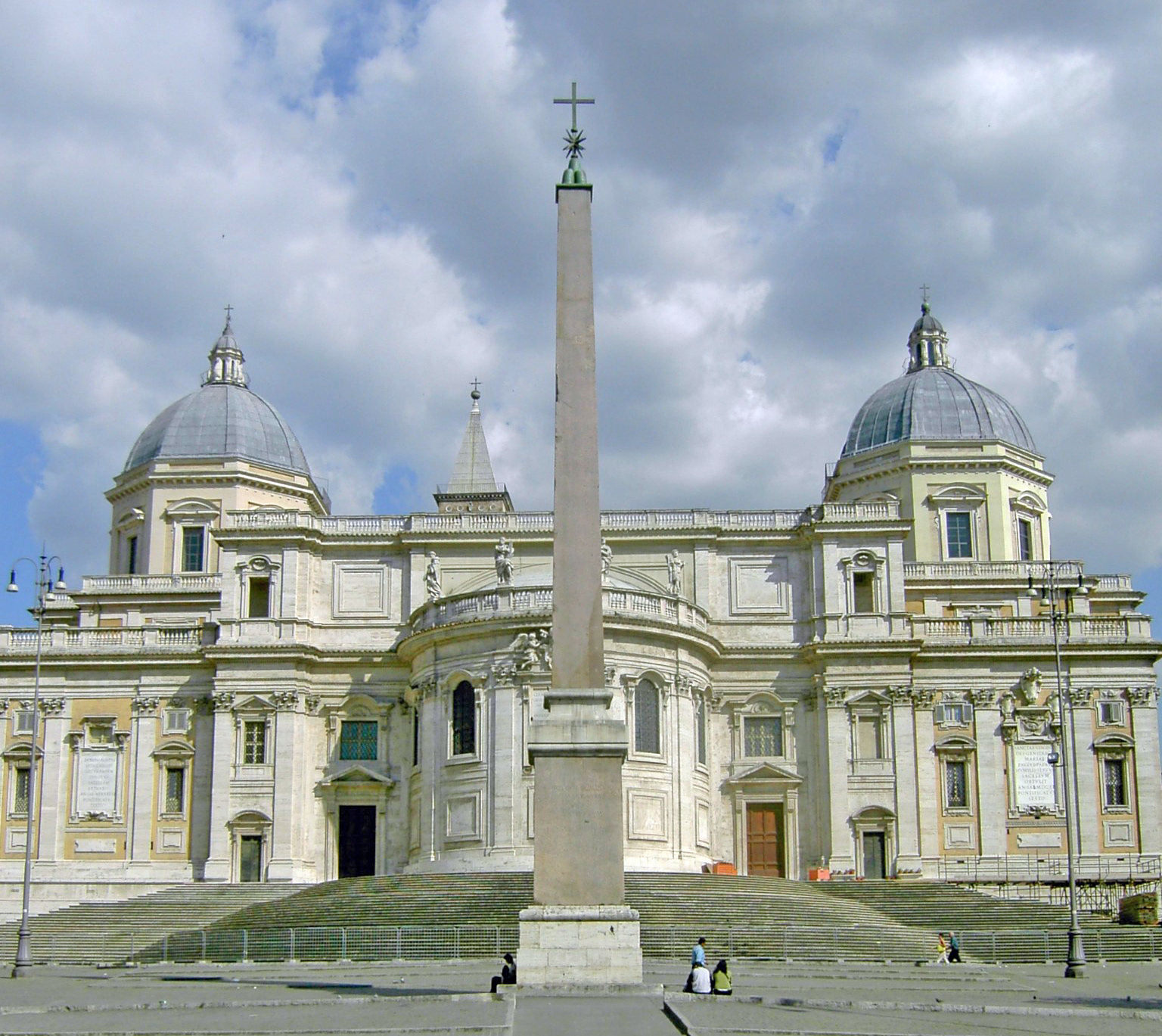
Obelisk utanför Santa Maria Maggiore i Rom

- Gran Madre di Dio
- Madonna dei Monti
- Santa Maria dell'Anima
- Santa Maria Antiqua
- Santa Maria in Aracoeli
- Santa Maria in Campitelli
- Santa Maria in Cosmedin
- Santa Maria Maggiore
- Santa Maria sopra Minerva
- Santa Maria dell'Orto
- Santa Maria della Pace
- Santa Maria del Popolo
- Santa Maria in Trastevere
- Santa Maria in Trivio
- Santa Maria della Vittoria

## Japan
- Sankta Maria-katedralen i Tokyo

## Kanada
- Jungfru Marias bebådelses katedral, Toronto
- Notre-Dame de Montréal

## Kroatien
- Heliga Bebådelsens kyrka i Dubrovnik
- Sankta Marias kyrka i Zagreb

## Kosovo

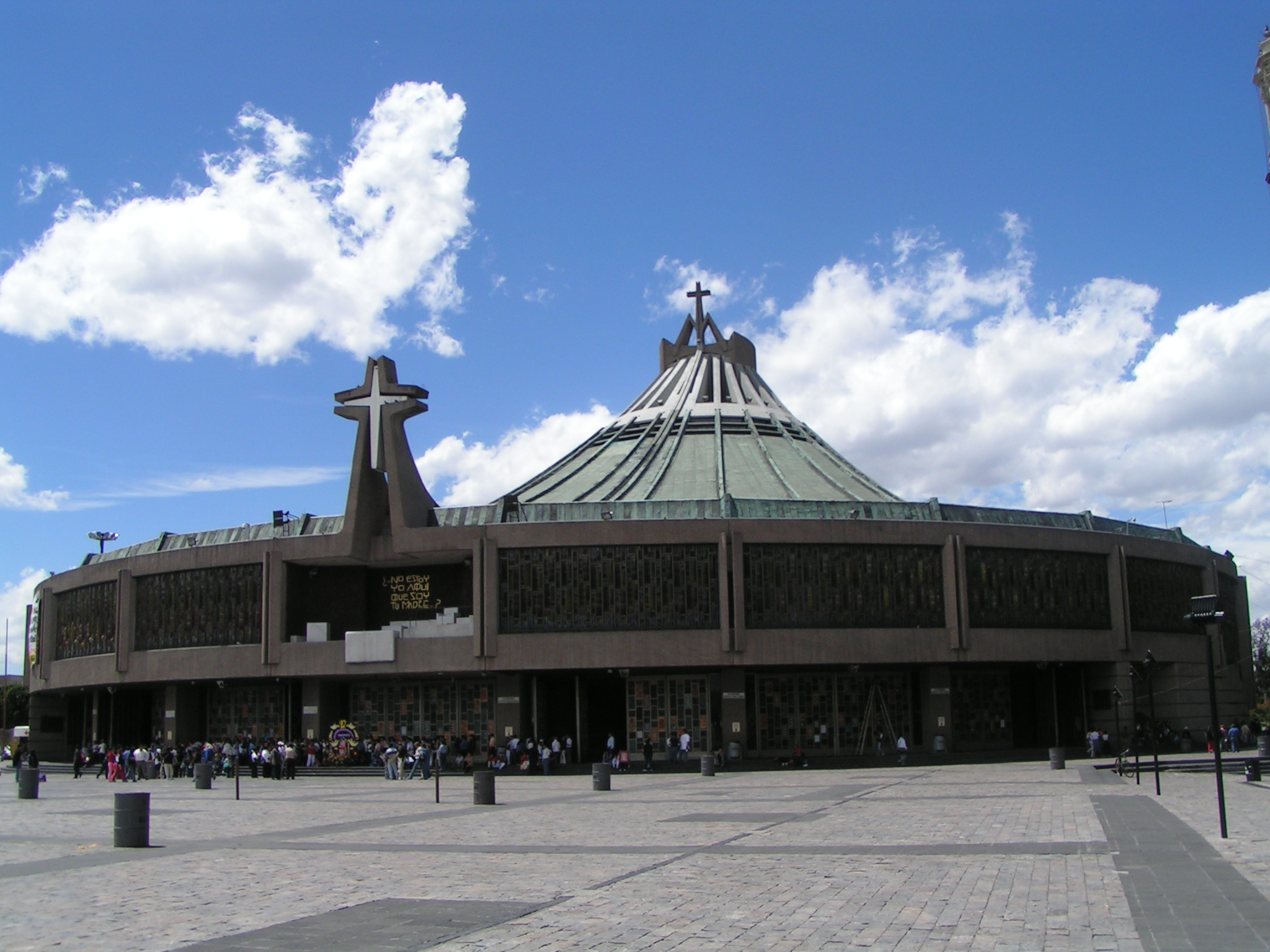
Guadalupebasilikan

Vår Frue kirke, Trondheim.

- Gudaföderskans kyrka i Naklla

## Mexiko
- Guadalupebasilikan, lång spansk namnform: Basílica de Nuestra Señora de Guadalupe(Vår Fru av Guadalupe).

## Nordmakedonien
- Heliga Bebådelsens kyrka i Kočani
- Jungfru Marias födelses kyrka i Injevo

## Norge
- Mariakyrkan, Bergen
- Vår Frue kirke, Trondheim

## Polen

### Mariakyrkan (Kosciól Mariacki)
- Mariakyrkan i Białogard
- Mariakyrkan i Chojna
- Mariakyrkan i Darlowo
- Mariakyrkan i Gdańsk
- Mariakyrkan i Kraków
- Mariakyrkan i Polczyn Zdrój
- Mariakyrkan i Police (stad)
- Mariakyrkan i Stargard
- Mariakyrkan i Szczytna
- Mariakyrkan i Świdwin

### Övriga
- Den heliga Jungfru Marias himmelsfärd och ärkeängeln Mikaels kyrka i Haczów, se Träkyrkor i södra Malopolska
- Domkyrkan i Kolobrzeg, även kallad Sankta Maria domkyrka
- Katedralen i Koszalin, Jungfru Marie obefläckade avlelses katedral
- Den välsignade jungfru Marias insomnandes ortodoxa kyrka
- Guds moders beskydds kyrka i Bielsk Podlaski
- Guds moders beskydds ortodoxa kyrka
- Jungfru Marias födelses ortodoxa kyrka i Gorzów Wielkopolski

## Rumänien
- Sankt Nikolaus och Guds Moders födelses kyrka i Zlatna
- Bebådelsens kyrka i Almaşu Mare
- Bebådelsens kyrka i Cergău Mare

## Ryssland
- Allraheligaste Guds Moders bebådelses kyrka i Zhelnino
- Förbönskyrkan i Rzjev
- Förbönskatedralen (1905) i Moskva
- Förbönskatedralen (1910) i Moskva
- Heliga jungfru Marias förböns kyrka i Barnaul
- Guds Allraheligaste Moders förböns kyrka i Derbent
- Kazankyrkan i Dolgoprudnyj
- Kazankyrkan i Irkutsk
- Marie bebådelsekatedralen i Kazan
- Marie bebådelsekatedralen i Moskva
- Uspenskijkatedralen i Astrachan, tillägnad Marias upptagande i himlen
- Uspenskijkatedralen i Moskva, tillägnad Marias upptagande i himlen

## Schweiz
- Katedralen i Lausanne, Catédrale protestante Notre-Dame de Lausanne
- Mariakyrkan i Basel
- Mariakyrkan i Sumiswald

## Serbien
- Allraheligaste Guds Moders förböns kyrka i Baroševac
- Allraheligaste Guds Moders födelses kyrka i Batajnica
- Allraheligaste Guds Moders födelses kyrka i Glibovac
- Allraheligate Guds Moders förböns kyrka i Miokovci
- Allraheligaste Guds Moders födelses kyrka i Popovac
- Allraheligaste Guds Moders förböns kyrka i Rastište
- Guds moders avsomnandes kyrka i Bački Jarak
- Guds Moders avsomnandes kyrka i Kukujevci
- Guds moders födelses kyrka i Kosjerić
- Gudaföderskans kyrka i Kovačevo

## Spanien
- Katedralen i Sevilla, formellt namn: Catedral de Santa María de la Sede
- Santa Maria de Ripoll

## Storbritannien
- Katedralen i Durham, formellt namn: The Cathedral Church of Christ, Blessed Mary the Virgin and St Cuthbert of Durham
- Katedralen i Lincoln, formellt namn: The Cathedral Church of the Blessed Virgin Mary of Lincoln
- University Church of St Mary the Virgin i Oxford, Oxfords universitetskyrka
- Saint Mary's Cathedral, Edinburgh (katolsk)
- Saint Mary’s Cathedral, Edinburgh (Skotska episkopalkyrkan)
- Sankta Maria Kyrka i Wimbledon formellt namn: St Mary's Church, Wimbledon

## Sverige

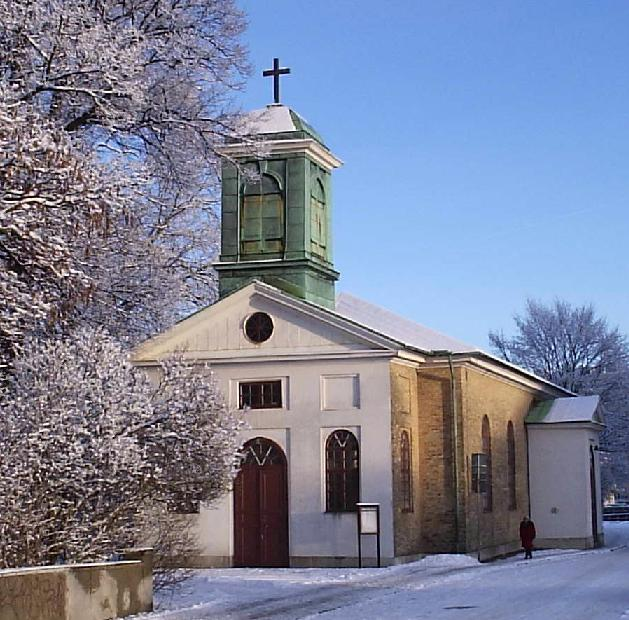
Mariakyrkan i Göteborg

### Mariakyrkan
Kyrkor som bär namnet Mariakyrkan:
- Mariakyrkan i Boden
- Mariakyrkan i Brönnestad
- Mariakyrkan i Båstad
- Mariakyrkan i Danderyd
- Mariakyrkan i Eskilstuna
- Mariakyrkan på Frösön
- Mariakyrkan i Gråmanstorp
- Mariakyrkan i Gävle
- Mariakyrkan i Göteborg
- Mariakyrkan i Halmstad
- Mariakyrkan i Hammarkullen, Göteborg

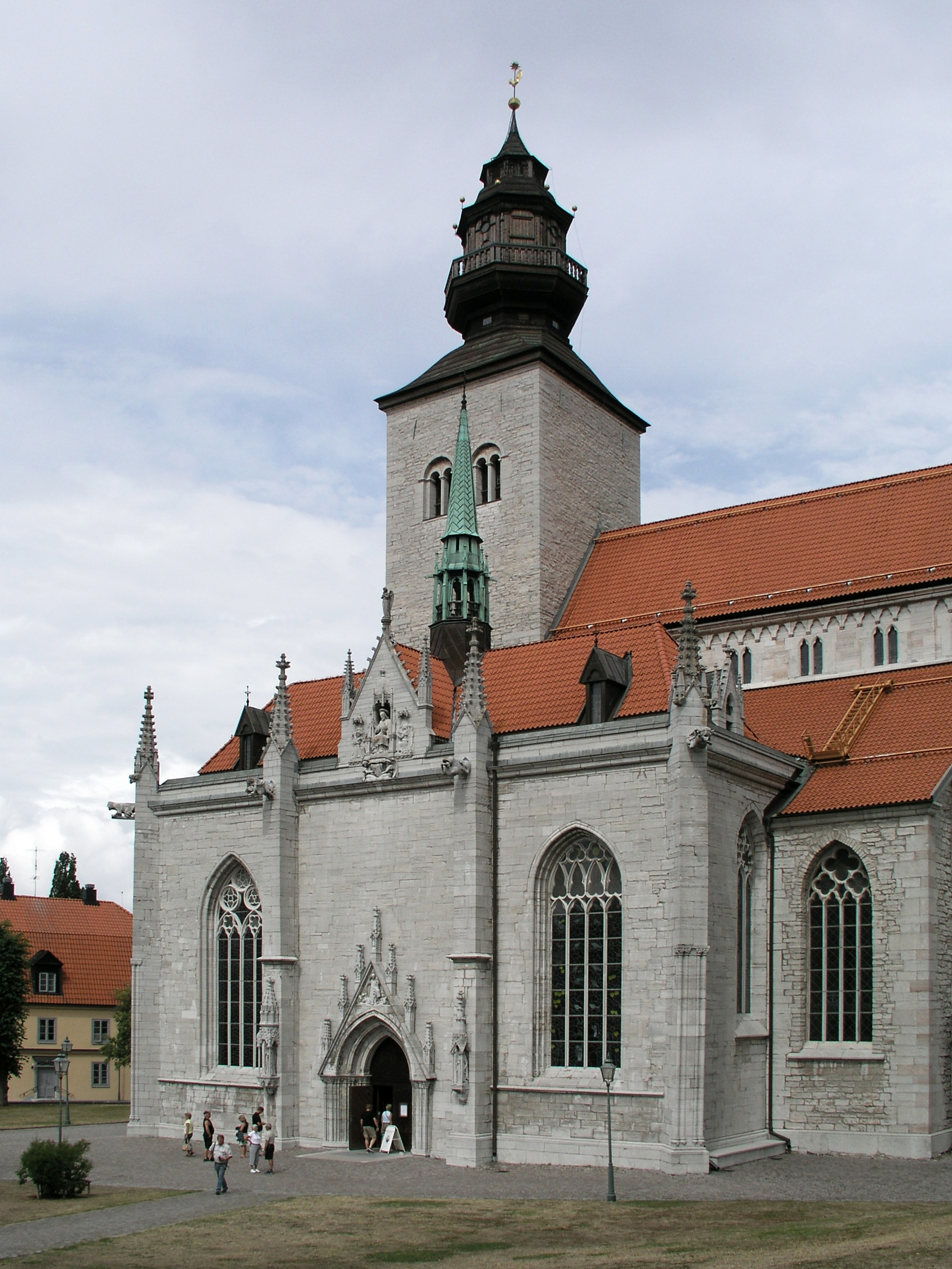
Visby domkyrka.

- Mariakyrkan i Katrineholm
- Mariakyrkan i Lidköping
- Mariakyrkan i Ljungby
- Mariakyrkan i Sigtuna
- Mariakyrkan i Skogås
- Mariakyrkan i Umeå
- Mariakyrkan i Värnamo
- Mariakyrkan i Växjö
- Mariakyrkan på Öckerö

### Maria kyrka
Kyrkor som bär namnet Maria kyrka:
- Maria kyrka i Jakobsberg

### Sankta Maria kyrka
Kyrkor som bär namnet Sankta Maria kyrka:
- Risinge gamla kyrka i Risinge (även kallad Sankta Maria kyrka)
- Sankta Maria i Johannelund, Linköping
- Sankta Maria kyrka i Borrby (även kallad Borrby kyrka)
- Sankta Maria kyrka i Helsingborg
- Sankta Maria kyrka i Malmö
- Sankta Maria kyrka i Sigtuna
- Sankta Maria kyrka i Uppsala
- Sankta Maria kyrka i Ystad
- Sankta Maria kyrka i Åhus (även kallad Åhus kyrka)
- Sankta Maria magle kyrka, Lund (riven medeltidskyrka)
- Sankta Maria minor kyrka, Lund (riven medeltidskyrka)
- Sankta Marie kapell på Kållandsö
- Visby domkyrka (även kallad Sankta Maria domkyrka)

### Sankta Mariakyrkan
- S:ta Maria-kyrkan i Örebro

### Vårfrukyrkan
Kyrkor som bär namnet Vårfrukyrkan:

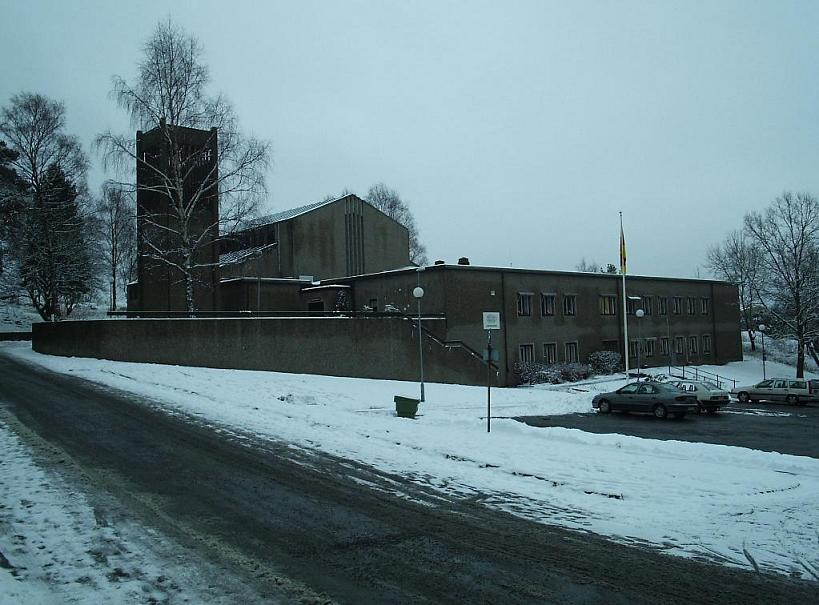
Vårfrukyrkan, Göteborg.

- Vårfrukyrkan, en kyrka i Enköping i Uppsala stift
- Vårfrukyrkan, en kyrka i Uppsala i Uppsala stift
- Vårfrukyrkan, en kyrka i Skänninge i Linköpings stift
- Vårfrukyrkan, en kyrka i Göteborg, tidigare i Göteborgs stift, numera tillhörig den serbisk-ortodoxa församlingen i Göteborg
- Vårfrukyrkan, en kyrka i Stockholm i Stockholms stift
- Vår Frus kyrka, kyrkoruin på Tjörn

### Församlingar
- Maria församling, Gävle
- Maria församling, Helsingborg
- Mariefreds församling och tätorten Mariefred är uppkallade efter klostret Pax Mariæ (från 1493)

### Kyrkor som tidigare helgats åt Maria
- Sankta Maria kyrkoruin (olika betydelser)
- Skara domkyrka var helgad åt jungfru Maria under medeltiden, och kallades Sankta Maria domkyrka.[12][13]
- Västerås domkyrka var helgad åt jungfru Maria under medeltiden[12] och har ibland kallats Domkyrkan Vårfru.[14]

## Tjeckien
- Mariakyrkan i Nové Mesto i Prag
- Mariakyrkan i Pragborgen i Prag
- Týnkyrkan i Prag, på tjeckiska kostel Panny Marie pred Týnem

## Tyskland

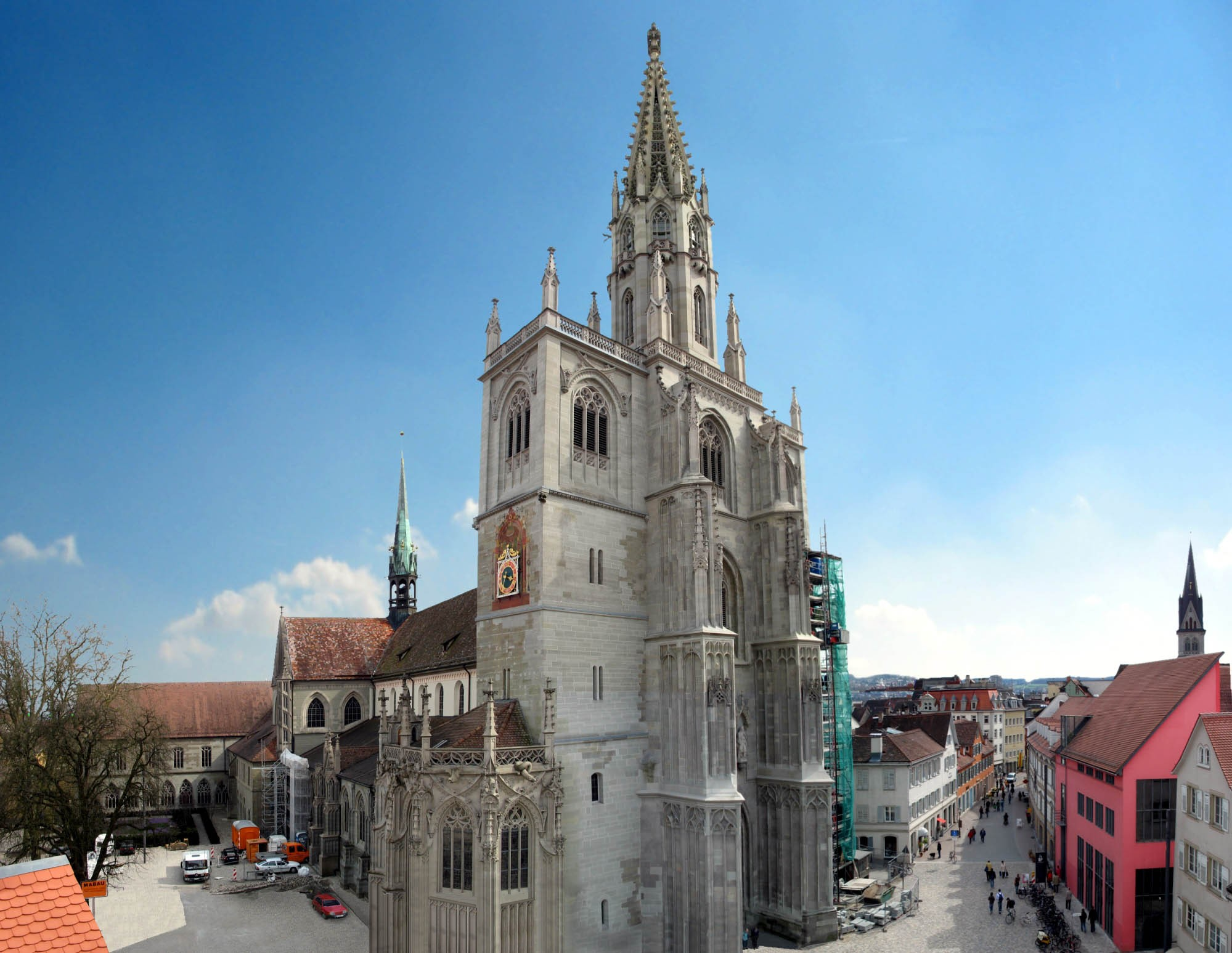
Konstanzer Münster.

### Baden-Württemberg
- Freiburger Münster, även Münster Unserer Lieben Frau
- Konstanzer Münster, även Münster Unserer Lieben Frau
- Mariakyrkan i Ellwangen
- Mariakyrkan i Karmeliterklostret i Heilbronn
- Mariakyrkan i Owen
- Mariakyrkan i Reutlingen
- Marienwallfahrtskirche i Waghäusel
- Sankta Maria kyrka i Neustadt an der Rems
- Sankta Maria församlingskyrka i Stuttgart
- St. Marien i Adelsheim
- Stadtkirche Sankt Maria i Herrenberg

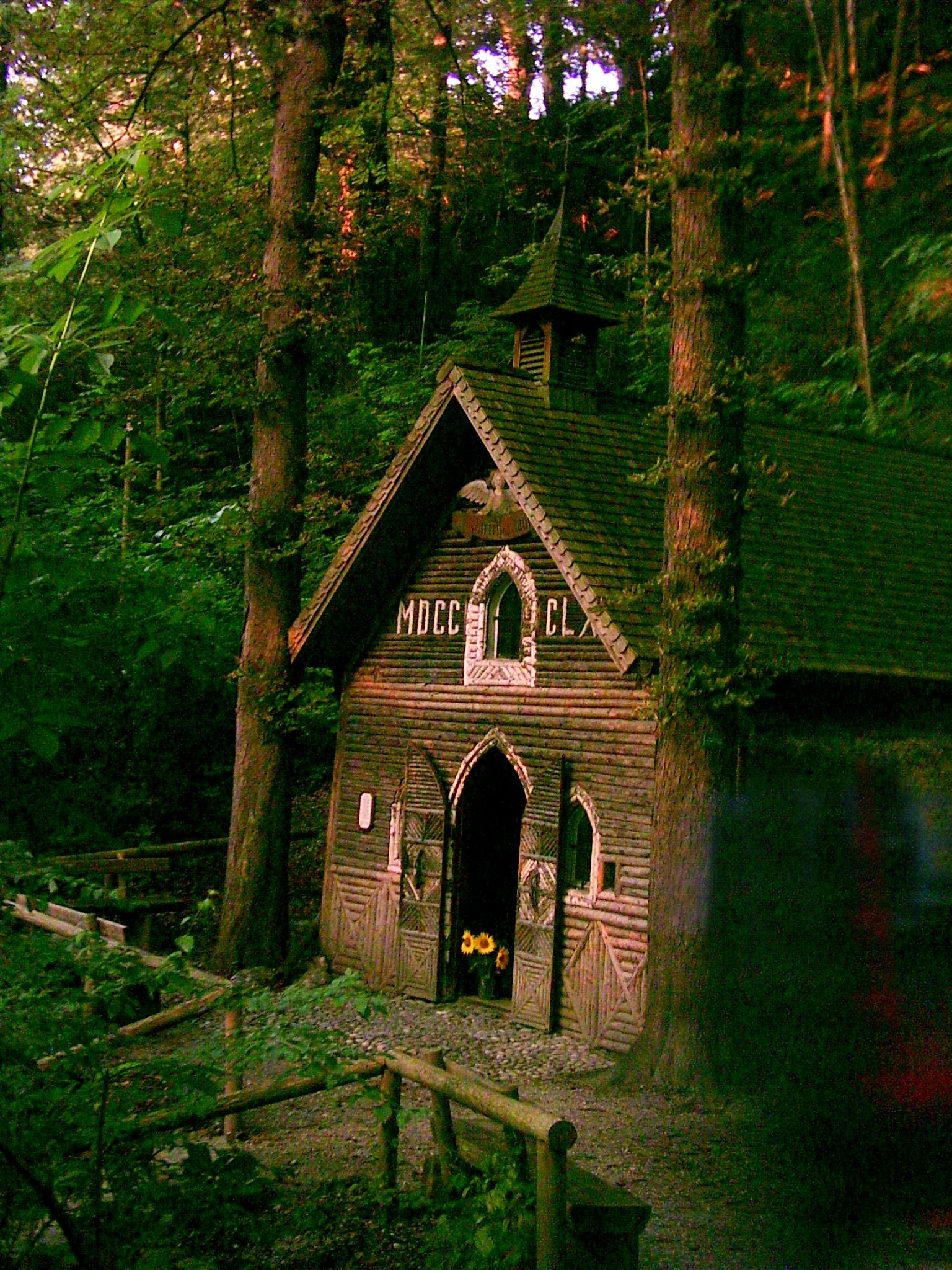
Marienklause i München.

### Bayern
- Frauenkirche i München, officiellt Dom zu Unserer Lieben Frau
- Frauenkirche i Nürnberg
- Freisings domkyrka, officiellt Der Dom St. Maria und St. Korbinian in Freising
- Kirche Maria Himmelfahrt i Frauenau
- Kirche Mariä Unbefleckte Empfängnis i Sandersdorf
- Marienklause i München
- Muttergottespfarrkirche i Aschaffenburg
- Pfarrkirche Mariä Geburt i Höhenkirchen
- Pfarrkirche Mariä Geburt i Piding
- Sankta Maria kyrka i München
- Sankta Maria kyrka i Weißdorf
- Wallfahrtskirche Mariä Himmelfahrt i Allersdorf
- Wallfahrtskirche Sankt Maria in Käppele i Würzburg

### Berlin
- Sankt Marien am Behnitz i stadsdelen Spandau i Berlin
- Sankt Marien Unbefleckte Empfängnis i stadsdelen Wilmersdorf i Berlin
- Sankt-Marienkirche i stadsdelen Heiligensee i Berlin
- Sankt-Marienkirche i stadsdelen Karlshorst i Berlin
- Sankt-Marienkirche i stadsdelen Mitte i Berlin
- Sankt-Marienkirche i stadsdelen Reinickendorf i Berlin
- Sankt-Marienkirche i stadsdelen Zehlendorf i Berlin

### Brandenburg
- Dom Sankt Marien Fürstenwalde i Fürstenwalde
- Havelbergs domkyrka, officiellt Der Havelberger Dom Sankt Marien
- Mariakyrkan i Brandenburg an der Havel
- Mariakyrkan i Frankfurt an der Oder
- Mariakyrkan i Herzberg
- Mariakyrkan i Strausberg
- Sankt-Marienkirche i Bernau bei Berlin
- Sankt-Marienkirche i Kyritz
- Sankt-Marienkirche i Müncheberg
- Sankt-Marienkirche i Prenzlau

### Bremen
- Liebfrauenkirche, Bremen i Bremen
- Sankt-Marienkirche i stadsdelen Blumenthal i Bremen
- Sankt-Marienkirche i stadsdelen Walle i Bremen

### Hamburg
- St. Marien domkyrka, Hamburg
- Maria Grün, officiellt Sankt Mariä Himmelfahrt

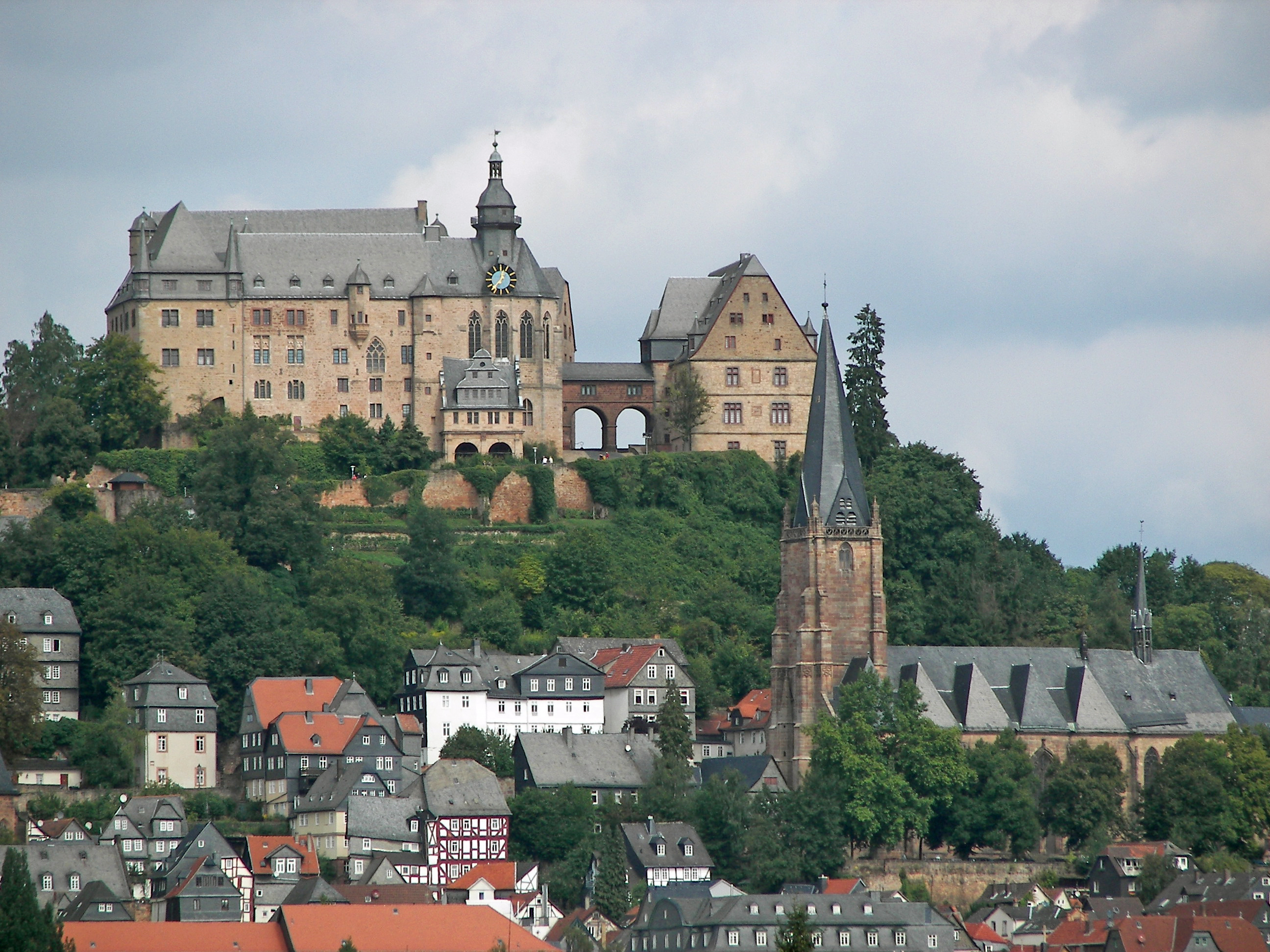
Sankt-Marienkirche nedanför slottet i Marburg.

### Hessen
- Mariakyrkan i Büdingen
- Mariakyrkan i Gelnhausen
- Mariakyrkan i Hanau
- Pfarrkirche Mariä Geburt i Niedernhausen
- Sankt-Marienkirche i Bad Hersfeld
- Sankt-Marienkirche i Bad Homburg
- Sankt-Marienkirche i Bebra
- Sankt-Marienkirche i Marburg
- Sankt-Marienkirche i Offenbach am Main
- Sankt-Marienkirche i Viernheim
- Sankt-Marienkirche i Wiesbaden
- Stadtkirche Sankt Marien i Homberg

Sankt-Marienkirche i Rostock.

- Sankt-Marienkirche i Rostock.

### Mecklenburg-Vorpommern
- Mariakyrkan i Anklam
- Mariakyrkan i Barth
- Mariakyrkan i Gnoien
- Mariakyrkan i Klütz
- Mariakyrkan i Neubrandenburg, numera Konzertkirche
- Mariakyrkan i Plau am See
- Mariakyrkan i Rostock
- Mariakyrkan i Stralsund
- Mariakyrkan i Wismar
- Sankt-Marienkirche i Boizenburg
- Sankt-Marienkirche i Greifswald
- Schwerins domkyrka i Schwerin, officiellt: Schweriner Dom St. Marien och St. Johannis

### Niedersachsen
- Gartenkirche Sankt Marien i Hannover
- Hildesheims domkyrka, formellt namn: Der Hildesheimer Dom Sankt Mariä Himmelfahrt

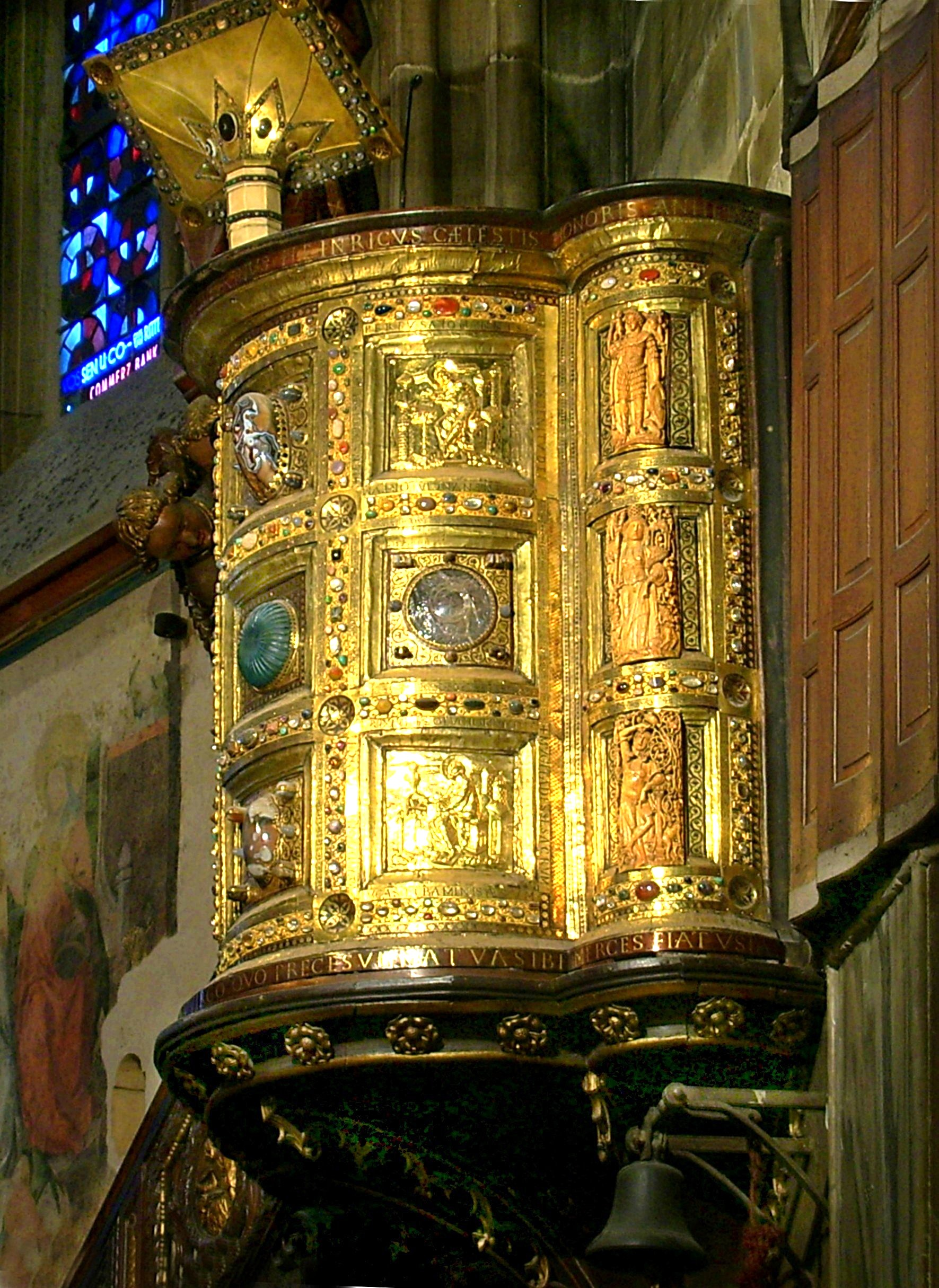
Predikstolen i Aachens domkyrka.

- Mariakyrkan i Eldingen
- Mariakyrkan i Osnabrück
- Mariakyrkan i Wolfenbüttel
- Sankt-Marienkirche i Hannover
- Sankt-Marienkirche i Sehnde

### Nordrhein-Westfalen
- Aachens katedral, även Dom St. Marien
- Mariakyrkan i Dortmund
- Mariakyrkan i Duisburg
- Mariakyrkan i Düren
- Mariakyrkan i Fröndenberg
- Mariakyrkan i Herne
- Neustädter Marienkirche i Bielefeld
- Sankt Maria zur Höhe i Soest
- Sankt-Marienkirche i Ahlen
- Sankt-Marienkirche i Bad Berleburg
- Sankt-Marienkirche i Bonn
- Sankt-Marienkirche i Detmold
- Sankt-Marienkirche i Elberfeld
- Sankt-Marienkirche i Herford
- Sankt-Marienkirche i Lemgo
- Sankt-Marienkirche i Minden
- Sankt-Marienkirche i Neuss
- Sankt-Marienkirche i Remscheid
- Sankt-Marienkirche i Spenge
- Sankt Mariä Empfängnis i Willich
- Sankt Mariä Empfängnis i Wuppertal
- Sankt Mariä Himmelfahrt i Ginderich
- Sankt Mariä Himmelfahrt i Grevenbroich
- Sankt Mariä Himmelfahrt i Marienbaum
- Überwasserkirche i Münster, även benämnd Liebfrauenkirche

#### Köln
- Kölnerdomen, formellt namn: Hohe Domkirche Sankt Peter und Maria
- Sankt Maria ad Gradus i Köln
- Sankt Maria im Kapitol i Köln
- Sankt Maria Königin i Köln
- Sankt Maria Lyskirchen i Köln
- Sankt Maria vom Frieden i Köln
- Sankt-Marienkirche i Köln
- Sankt Mariä Empfängnis i Köln
- Sankt Mariä Himmelfahrt i Köln
- Wallfahrtskirche Sankt Maria in der Kupfergasse i Köln

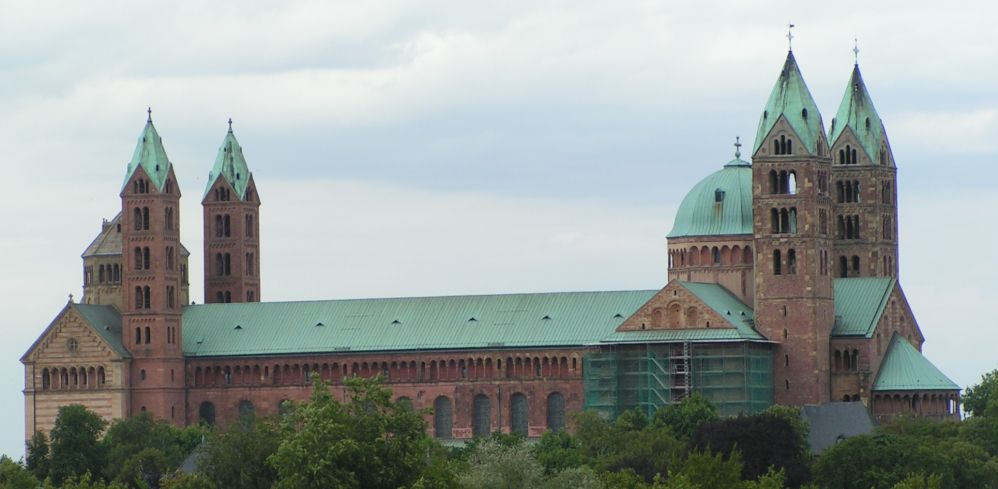
Domkyrkan i Speyer.

### Rheinland-Pfalz
- Pfarrkirche Maria Himmelfahrt i Andernach.
- Mariakyrkan i Kaiserslautern
- Pfarrkirche Maria Himmelfahrt i Neuwied
- Sankt-Marienkirche i Herxheim bei Landau/Pfalz
- Speyers domkyrka, formellt namn: Kaiser- und Mariendom zu Speyer
- Stadtpfarrkirche Sankt Maria i Landau
- Wallfahrtskirche Mariä Himmelfahrt i Ludwigshafen am Rhein

### Saarland
- Pfarrkirche Mariä Himmelfahrt i Völklingen
- Sankt-Marienkirche i Neunkirchen (Saar)

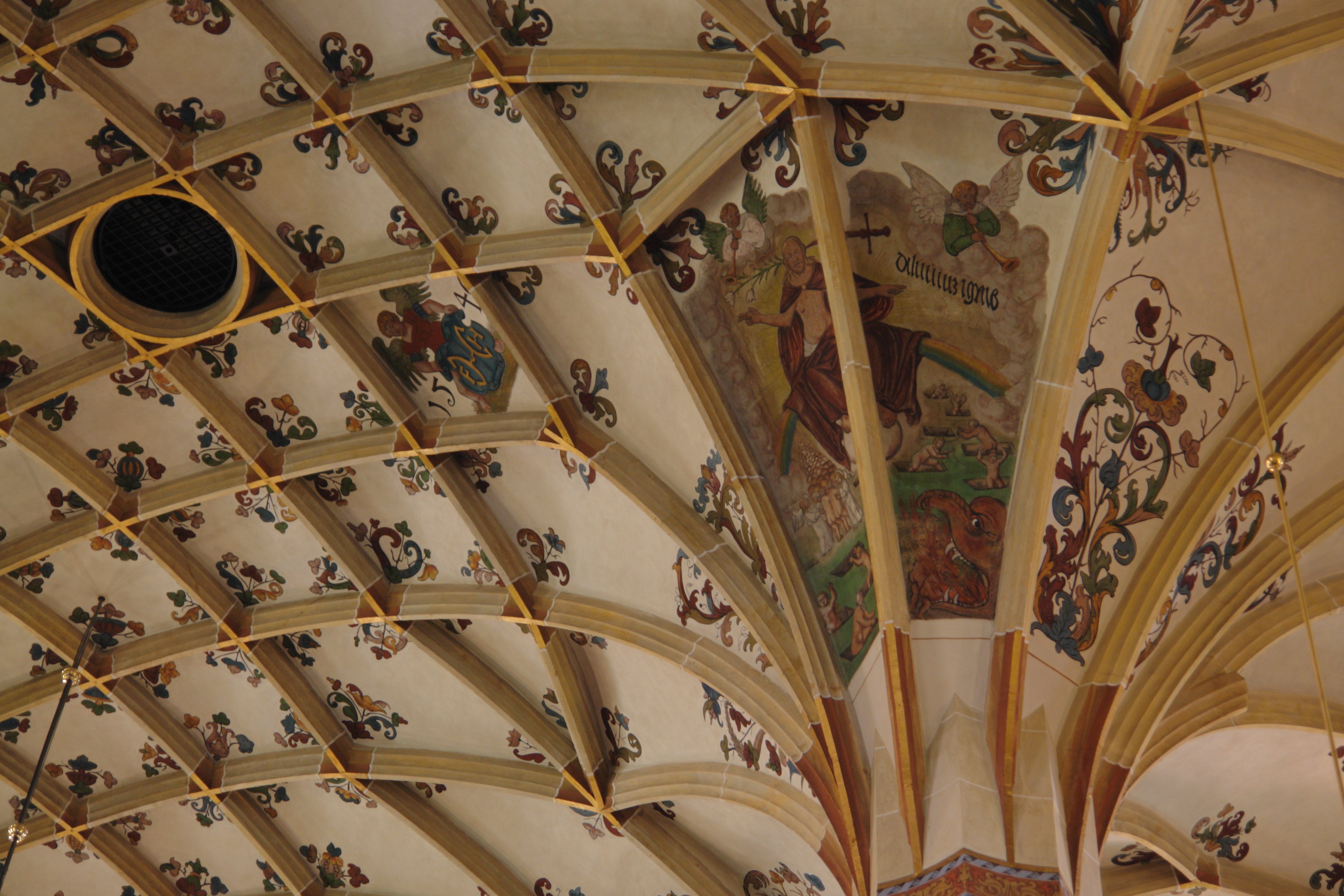
Takmålningar i Mariakyrkan i Pirna.

### Sachsen
- Frauenkirche i Dresden
- Freibergs domkyrka, även Dom Sankt Marien
- Maria am Wasser i Dresden
- Mariakyrkan i Dohna
- Mariakyrkan i Großenhain
- Mariakyrkan i Pirna
- Mariakyrkan i Zwickau
- Sankt-Marienkirche i Marienberg

### Sachsen-Anhalt
- Mariakyrkan i Quedlinburg
- Mariakyrkan i Zorbau
- Marktkirche Unser Lieben Frauen i Halle an der Saale

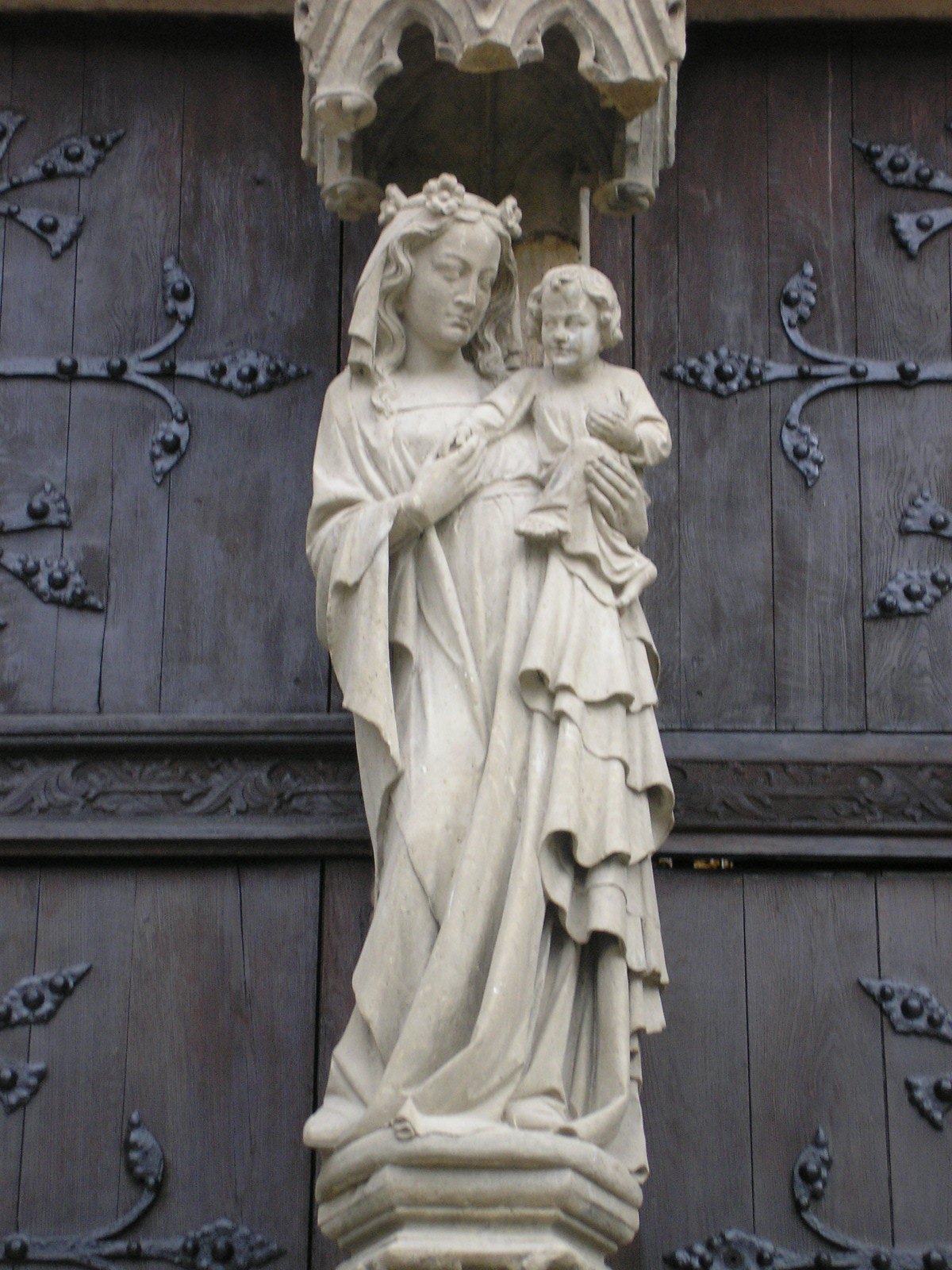
Mariastaty vid Mariakyrkan i Mühlhausen.

- Sankt-Marienkirche i Haldensleben
- Sankt-Marienkirche i Stendal

### Schleswig-Holstein
- Mariakyrkan i Ahrensburg
- Mariakyrkan i Bad Segeberg
- Mariakyrkan i Büchen
- Mariakyrkan i Flensburg
- Mariakyrkan i Grundhof
- Mariakyrkan i Gudow
- Mariakyrkan i Hattstedt
- Mariakyrkan i Husum
- Mariakyrkan i Lübeck
- Mariakyrkan i Rendsburg

### Thüringen
- Mariakyrkan i Gera
- Mariakyrkan i Mühlhausen
- Mariakyrkan i Ronneburg

## Österrike
- Basilikan Mariatrost
- Kirche der Heiligen Jungfrau Maria von Zeituon i Wien
- Kirche Maria, Mutter der göttlichen Gnade i Wien
- Kirche Maria vom Siege i Wien
- Kirche Mariä Geburt i Wien
- Maria Empfängnisdomen i Linz
- Mariakyrkan i Hafnerberg
- Mariakyrkan i Maria Raisenmarkt
- Mariakyrkan i Maria Saal, officiellt Wallfahrtskirche Mariae Himmelfahrt
- Mariakyrkan i Steyr

### Indien
- Lista över församlingar i Bangalore stift
- Baruipurs stift
- Församlingar i Batherys stift
- Församlingar i Belthangady stift
- Webbplats för Bombay ärkestift
- Lista över kyrkor i Calicuts stift
- Lista över församlingar i Changanacherry stift
- Cochins stifts webbplats
- Lista över kyrkor i Coimbatore stift
- Lista över församlingar i Darjeelings stift
- Lista över församlingar i Delhi ärkestift
- Lista över församlingar i Ernakulam-Angamaly ärkestift

### Fotnoter
1. 1 2 3 4 5 6 7  Our Lady of Perpetual Help, Our Lady of Perpetual Succour och Our Mother of Perpetual Help är Mariatitlar som går tillbaka på en medeltida bysantinsk ikon.
2. 1 2 3 4 5 6 7 8 9 10  Vår Fru av Fátima betecknar en Maria-uppenbarelse i Fátima i Portugal 1917
3. 1 2 3 4 5 6 7 8 9 10 11 12 13 14 15 16 17  Vår Fru av Lourdes betecknar en Maria-uppenbarelse i Frankrike 1858
4. 1 2 3 4  Vår Fru av berget Karmel betecknar traditionen att Maria överräckte det bruna skapularet till den engelske karmelitmunken Simon Stock 1251.
5. 1 2 3 4 5 6 7 8  Vår Fru av hälsan, även Vår Fru av Velankanni eller Vår Fru av Vailankanni, betecknar en serie Maria-uppenbarelser i Velankanni.
6. 1 2 3 4 5 6 7 8  Our Lady of Sorrows, the Sorrowful Mother, Mother of Sorrows, Our Lady of the Seven Sorrows, Our Lady of the Seven Dolours, Beata Maria Virgo Perdolens, Mater Dolorosa med flera är Mariatitlar som relaterar till sorgerna i hennes liv.
7. ↑  Vår Fru av Egypten betecknar en serie Mariauppenbarelser i Egypten sedan 1968.
8. 1 2  Immaculata conceptio, den obefläckade avlelsen, är en katolsk lära om Marias syndfrihet.
9. 1 2  Nuestra Señora de la Candelaria, Virgin of Candelaria, Our Lady of Candelaria, Virgen de Candelaria är beteckningar på en Mariauppenbarelse på Teneriffa 1392.
10. ↑  Vår Fru av Guadalupe syftar till en Mariauppenbarelse i Mexico City 1531.
11. ↑  Vår Fru av los Remedios är en statyett som skall ha förts till Mexiko av conquistadorerna. Vår Fru av los Remedios utsågs till skyddshelgon av Mexico City 1574.
12. 1 2  Ny svensk vapenbok, av Clara Nevéus (text) och Bror Jacques de Wærn (illustrationer), Streiffert & Co Bokförlag HB i samarbete med Riksarkivet, Stockholm 1992, s. 178.
13. ↑  Skara stads historia (del I) av Hilding Johansson, Ragnar Sigsjö m.fl., Skara historiekommitté, tryckt 1986.
14. ↑  Till exempel i Lilla Uppslagsboken, Förlagshuset Norden AB, Malmö 1974, band 10, spalt 789 (på kartan över Västerås).